# ريما سين
ريما سين (بالهندية: रीमा सेन؛ بالإنجليزية: Reema Sen) هي عارضة وممثلة هندية، ولدت في 29 أكتوبر 1981 في كلكتا في الهند.

## وصلات خارجية
- ريما سين على موقع IMDb (الإنجليزية)
- ريما سين على موقع روتن توميتوز (الإنجليزية)
- ريما سين على موقع ألو سيني (الفرنسية)
- ريما سين على موقع قاعدة بيانات الفيلم (الإنجليزية)
- ريما سين على موقع كينوبويسك (الروسية)